# ورزشگاه گران کاناریا
ورزشگاه گران کاناریا (به اسپانیایی: Estadio Gran Canaria) با ظرفیت ۳۲٬۵۲۰ نفر یکی از ورزشگاه‌های فوتبال کشور اسپانیا است که در شهر لاس پالماس ایالت جزایر قناری واقع شده‌است. این ورزشگاه در سال ۲۰۰۳ بازگشایی شد و در حال حاضر بازی‌های خانگی باشگاه فوتبال لاس پالماس در آن برگزار می‌گردد.
به علت جدایی جزایر قناری از خاک اصلی اسپانیا، این ورزشگاه بیشترین مسافت را با تمامی ورزشگاه‌های دیگر حاضر در لالیگا دارد.